# Cyprinella rutila
Cyprinella rutila es una especie de peces de la familia de los Cyprinidae en el orden de los Cypriniformes
Se le conoce con el nombre de carpita regiomontana.

## Hábitat
Es un pez de agua dulce.
Remansos y rápidos de arroyos de agua clara y ríos con vegetación moderada a abundante, por lo general a una profundidad de 0,60 á 1,50 metros. En el río Salado de los Nadadores, esta especie vive en las partes inferiores de rápidos turbulentos y a menudo se captura en sitios profundos, de corriente fuerte.

## Distribución geográfica
Se encuentran en México.
Remansos y rápidos de arroyos de agua clara y ríos con vegetación moderada a abundante, por lo general a una profundidad de 0.6-1.5 m. En el río Salado de los Nadadores, esta especie vive en las partes inferiores de rápidos turbulentos y a menudo se captura en sitios profundos, de corriente fuerte.

## Biología
Especie ovípara. Se ha estimado que la temporada reproductiva se extiende desde noviembre hasta abril. Esta estimación se basa en la captura de juveniles en diciembre (14 mm) y en abril (17 y 19 mm). Máxima longitud conocida, 56 mm.
Amenazada,según SEMARNAT